# Józef Pietruszka
Józef Jan Pietruszka (ur. 21 sierpnia 1893 w Strzelcach Opolskich, zm. 30 marca 1945) – powstaniec śląski, komendant Królewskiej Huty (obecnie Chorzów) podczas III powstania śląskiego.

## Życiorys
Ukończył szkołę powszechną w Bytomiu. Po szóstej klasie gimnazjum w Katowicach, podjął pracę w kopalni "Wujek" wraz z nauką w przygotowawczej szkole górniczej. W kwietniu 1914 rozpoczął studia w Wyższej Szkole Technicznej we Wrocławiu.
Po czterech miesiącach studiów powołany do służby w niemieckiej armii. Skierowany na front zachodni, awansowany do stopnia aspiranta. Od września 1915 we francuskim obozie jenieckim, pełnił w nim funkcję sekretarza zarządu Stowarzyszenia "Bratnia Pomoc Jeńców Polaków".
W styczniu 1918 wstąpił do tworzonej Armii Polskiej we Francji (tzw. Błękitnej Armii). Dowódca kompanii technicznej 1 Pułku Strzelców. Brał udział w walkach z Niemcami na froncie zachodnim w Wogezach i Szampanii. Wyróżnił się ocaleniem sztandaru pułku w lipcu 1918, odznaczony francuskim krzyżem Croix de Guerre z palmami. Od września tego roku oficer gospodarczy, później oficer administracyjny 1 Dywizji Strzelców.
W maju 1919 powrócił do kraju z armią gen. Józefa Hallera. Wziął udział w wojnie polsko-bolszewickiej jako oficer sztabowy 43 Pułku Strzelców Kresowych. Za zaangażowanie w walce odznaczony Krzyżem Walecznych.
W sierpniu 1920 skierowany do służby w Policji Górnego Śląska (Abstimmungspolizei), utworzonej przez Międzysojuszniczą Komisję Rządzącą i Plebiscytową na Górnym Śląsku, składającej się po połowie z Górnoślązaków polskiego i niemieckiego pochodzenia. Pełnił służbę m.in. w Królewskiej Hucie (obecnie Chorzów). W nocy z 2 na 3 maja 1921 polscy policjanci pod jego dowództwem rozbroili niemieckich funkcjonariuszy, rozpoczynając w obecnym Chorzowie III powstanie śląskie. Po wybuchu Powstania, działał w Grupie "Wschód", pełnił funkcję powstańczego komendanta miasta Królewska Huta (obecnie Chorzów).
Po zakończeniu Powstania wyjechał do Francji, osiadł w Le Puy (departament Górnej Loary). Poślubił tam Laurencie Rosalie Marie Chapon, założył firmę "Ste Force et Lumiere du Velay", w której jako inżynier nadzorował budowę fabryki hydraulicznej oraz sieci elektrycznej. Od grudnia 1930 do listopada 1933 dyrektor przedsiębiorstwa "Union electrique du Centre".
W lipcu 1934, po utracie pracy, powraca do Polski, podejmuje pracę w Zakładach Elektrycznych i Wodociągowych (późniejszych Miejskich Zakładach Użyteczności Publicznej) w Chorzowie.
Od lipca 1935 prezes chorzowskiego koła Stowarzyszenia Weteranów Armii Polskiej we Francji. Po ukończeniu kursu pożarniczego, od sierpnia 1939 kierownik Straży Pożarnej w Chorzowie.

## Odznaczenia
Odznaczony Krzyżem Niepodległości, Krzyżem Walecznych, Śląską Wstęga Waleczności i Zasługi I klasy, francuską Legią Honorową oraz francuskim odznaczeniem Croix de Guerre.